# Paula Radcliffe
Paula Jane Radcliffe (Davenham, 17 dicembre 1973) è un'ex maratoneta e mezzofondista britannica, campionessa mondiale di maratona nel 2005, nonché primatista europea della specialità.

## Biografia
È stata primatista mondiale femminile di maratona con il tempo di 2h15'25", stabilito a Londra il 13 aprile 2003, tempo che vale attualmente il record europeo di specialità.
Ha vinto per tre volte la maratona di New York e nel 2002 è stata insignita dell'Ordine dell'Impero Britannico.

## Record nazionali

### Seniores
- 3000 metri piani: 8'22"20 ( Monaco, 19 luglio 2002)
- 5000 metri piani: 14'29"11 ( Bydgoszcz, 20 giugno 2004)
- 10000 metri piani: 30'01"09 ( Monaco di Baviera, 6 agosto 2002)
- Mezza maratona: 1h06'47" ( Bristol, 7 ottobre 2001)
- Maratona: 2h15'25" ( Londra, 13 aprile 2003)

## Palmarès
| Anno                                  | Manifestazione             | Sede       | Evento         | Risultato | Prestazione | Note                  |
| ------------------------------------- | -------------------------- | ---------- | -------------- | --------- | ----------- | --------------------- |
| In rappresentanza della Gran Bretagna |                            |            |                |           |             |                       |
| 1992                                  | Mondiali di cross          | Boston     | Corsa juniores | Oro       | 13'30       |                       |
| 1993                                  | Mondiali                   | Stoccarda  | 3000 m piani   | 7ª        | 8'40"40     |                       |
| 1995                                  | Mondiali                   | Göteborg   | 5000 m piani   | 5ª        | 14'57"02    |                       |
| 1996                                  | Giochi olimpici            | Atlanta    | 5000 m piani   | 5ª        | 15'13"11    |                       |
| 1997                                  | Mondiali di cross          | Torino     | Corsa seniores | Argento   | 20'55"      |                       |
| 1997                                  | Mondiali                   | Atene      | 5000 m piani   | 4ª        | 15'01"74    |                       |
| 1998                                  | Mondiali di cross          | Marrakech  | Corsa lunga    | Argento   | 25'42"      |                       |
| 1998                                  | Europei                    | Budapest   | 10000 m piani  | 5ª        | 31'36"51    |                       |
| 1998                                  | Europei di cross           | Ferrara    | Corsa seniores | Oro       | 18'07"      |                       |
| 1999                                  | Mondiali di cross          | Belfast    | Corsa lunga    | Bronzo    | 28'12"      |                       |
| 1999                                  | Mondiali                   | Siviglia   | 10000 m piani  | Argento   | 30'27"13    | Record nazionale      |
| 2000                                  | Mondiali di cross          | Vilamoura  | Corsa breve    | 4ª        | 13'01"      |                       |
| 2000                                  | Mondiali di cross          | Vilamoura  | Corsa lunga    | 5ª        | 26'03"      |                       |
| 2000                                  | Giochi olimpici            | Sydney     | 10000 m piani  | 4ª        | 30'26"97    |                       |
| 2000                                  | Mondiali di mezza maratona | Veracruz   | Individuale    | Oro       | 1h09'07"    |                       |
| 2000                                  | Mondiali di mezza maratona | Veracruz   | A squadre      | 6ª        | 3h49'55"    |                       |
| 2001                                  | Mondiali di cross          | Ostenda    | Corsa breve    | Argento   | 14'47"      |                       |
| 2001                                  | Mondiali di cross          | Ostenda    | Corsa lunga    | Oro       | 27'49"      |                       |
| 2001                                  | Mondiali                   | Edmonton   | 10000 m piani  | 4ª        | 31'50"06    |                       |
| 2001                                  | Mondiali di mezza maratona | Bristol    | Individuale    | Oro       | 1h06'47     | Record nazionale      |
| 2001                                  | Mondiali di mezza maratona | Bristol    | A squadre      | 4ª        | 3h31'16"    |                       |
| 2002                                  | Mondiali di cross          | Dublino    | Corsa lunga    | Oro       | 26'55"      |                       |
| 2002                                  | Europei                    | Monaco     | 10000 m piani  | Oro       | 30'01"09    | Record nazionale      |
| 2003                                  | Mondiali di mezza maratona | Vilamoura  | Individuale    | Oro       | 1h07'35"    |                       |
| 2003                                  | Mondiali di mezza maratona | Vilamoura  | A squadre      | 5ª        | 3h36'44"    |                       |
| 2003                                  | Europei di cross           | Edimburgo  | Corsa seniores | Oro       | 22'04"      |                       |
| 2003                                  | Europei di cross           | Edimburgo  | A squadre      | Oro       | 25 p.       |                       |
| 2004                                  | Giochi olimpici            | Atene      | 10000 m piani  | Finale    | dnf         |                       |
| 2004                                  | Giochi olimpici            | Atene      | Maratona       | dnf       | dnf         |                       |
| 2005                                  | Mondiali                   | Helsinki   | 10000 m piani  | 9ª        | 30'42"75    |                       |
| 2005                                  | Mondiali                   | Helsinki   | Maratona       | Oro       | 2h20'57"    | Record dei campionati |
| 2008                                  | Giochi olimpici            | Pechino    | Maratona       | 23ª       | 2h32'38"    |                       |
| In rappresentanza dell' Inghilterra   |                            |            |                |           |             |                       |
| 2002                                  | Giochi del Commonwealth    | Manchester | 5000 m piani   | Oro       | 14'31"42    |                       |

## Altre competizioni internazionali
1993
- 6ª ai Bislett Games ( Oslo), 3000 m piani - 8'44"34

1994
- 4ª al Memorial Van Damme ( Bruxelles), 5000 m piani - 15'00"83
- 8ª all'ISTAF Berlin ( Berlino), 5000 m piani - 15'14"32

1995
- 4ª alla Grand Prix Final ( Monaco), 3000 m piani - 8'42"55

1996
- 4ª alla Grand Prix Final ( Milano), 5000 m piani - 14'56"36
- 4ª al Memorial Van Damme ( Bruxelles), 5000 m piani - 14'59"70
- Bronzo all'Herculis ( Monaco), 3000 m piani - 8'37"07

1997
- Bronzo alla Grand Prix Final ( Fukuoka), 5000 m piani - 15'17"02
- Argento al Memorial Van Damme ( Bruxelles), 5000 m piani - 14'45"51
- Bronzo all'ISTAF Berlin ( Berlino), 5000 m piani - 14'50"32

1998
- Argento in Coppa Europa dei 10000 metri ( Lisbona) - 30'48"58
- Argento al Bauhaus-Galan ( Stoccolma), 5000 m piani - 14'51"27

1999
- 4ª alla Grand Prix Final ( Monaco di Baviera), 3000 m piani - 8'46"19
- Oro alla Coppa Europa dei 10000 metri ( Barakaldo) - 30'40"70
- 8ª all'ISTAF Berlin ( Berlino), 5000 m piani - 14'59"65
- 4ª al Golden Gala ( Roma), 3000 m piani - 8'31"61
- 7ª ai Bislett Games ( Oslo), 3000 m piani - 8'34"81

2001
- Oro in Coppa Europa dei 10000 metri ( Barakaldo) - 30'55"80
- Bronzo all'ISTAF Berlin ( Berlino), 5000 m piani - 14'32"44
- 5ª al Golden Gala ( Roma), 3000 m piani - 8'26"97
- 6ª al Memorial Van Damme ( Bruxelles), 3000 m piani - 8'32"02

2002
- Oro alla Maratona di Chicago ( Chicago) - 2h17'18"
- Oro alla Maratona di Londra ( Londra) - 2h18'56"
- Argento all'Herculis ( Monaco), 3000 m piani - 8'22"20
- Oro al Campaccio ( San Giorgio su Legnano) - 21'03"

2003
- Oro alla Maratona di Londra ( Londra) - 2h15'25"

2004
- Oro in Coppa Europa ( Bydgoszcz), 3000 m piani - 8'39"08
- Oro in Coppa Europa ( Bydgoszcz), 5000 m piani - 14'29"11
- Oro alla Maratona di New York ( New York) - 2h23'10"
- Oro al British Grand Prix ( Gateshead), 10000 m piani - 30'17"15

2005
- Oro alla Maratona di Londra ( Londra) - 2h17'42"
- 6ª al Prefontaine Classic ( Eugene), 1500 m piani - 4'13"13
- Oro alla San Silvestro Vallecana ( Madrid)

2007
- Oro alla Maratona di New York ( New York) - 2h23'09"

2008
- Oro alla Maratona di New York ( New York) - 2h23'56"
- Oro alla Great South Run ( Portsmouth), 10 miglia - 51'11"

2009
- 4ª alla Maratona di New York ( New York) - 2h29'07"

2011
- Bronzo alla Maratona di Berlino ( Berlino) - 2h23'46"

2015
- 19ª alla Maratona di Londra ( Londra) - 2h36'55"

## Riconoscimenti
- Atleta mondiale dell'anno (2002)